# Ріхард Кутан
Ріхард Кутан (нім. Richard Kuthan, нар. 3 липня 1891 — пом. 10 лютого 1958) — австрійський футболіст. Один з найкращих гравців австрійського футболу першої чверті 20 століття.

## Клубна кар'єра
Ріхард Кутан прийшов до «Рапіда» п'ятнадцятирічним юнаком у 1906 році. Перед початком першого чемпіонату Австрії його обрали капітаном команди. Цю посаду займав протягом п'ятнадцяти років. Розумний футболіст, лідер команди, грав на позиції центрального нападника. З однаковим задоволенням і сам забивав голи, і віддавав результативні передачі партнерам по нападу: Едуарду Бауеру та Йозефу Уріділю. У складі «Рапіда» вісім разів вигравав національний чемпіонат та двічі кубок Австрії. За клуб у чемпіонаті забив 163 голи в 243 матчах. За цим показником займає четверте місце у списку найрезультативніших футболістів «Рапіда» (у Дінста — 307 голів, а у Біндера та Кранкля — по 267). Найкращий бомбардир чемпіонату 1916 (24 голи) і 1922 (20 голів). В середині сезону 1925/26 перейшов до клубу «Ваккер» і провів там півтора року. Після повернення до рідної команди двічі грав у фіналах Кубку Мітропи (1927, 1928). Завершив виступи на футбольному полі в 39 років. Останній матч за «Рапід» провів 29 вересня 1929 року проти «Уйпешта» з Будапешта.

## Кар'єра в збірній
За збірну Австрії дебютував 22 грудня 1912 у Генуї проти італійців, забив другий м'яч у ворота суперника (перемога 3:1). Останній поєдинок провів проти збірної Югославії у Відні 6 травня 1928 (перемога 3:0). У цьому матчі дебютував Рудольф Гіден, легенда австрійського футболу нового покоління, основний воротар «вундертіма». Всього за збірну провів 24 матчі та забив 14 голів.

## Досягнення
- Фіналіст кубка Мітропи (2): 1927, 1928
- Чемпіон Австрії (8): 1912, 1913, 1916, 1919, 1920, 1921, 1923, 1929
- Володар кубка Австрії (2): 1919, 1920
- Найкращий бомбардир чемпіонату Австрії (2): 1916 (24), 1922 (20)

## Статистика

### Статистика клубних виступів
| Клуб               | Сезон              | Чемпіонат | Чемпіонат | Кубок | Кубок | Кубок Мітропи | Кубок Мітропи | Всього | Всього |
| Клуб               | Сезон              | Матчі     | Голи      | Матчі | Голи  | Матчі         | Голи          | Матчі  | Голи   |
| ------------------ | ------------------ | --------- | --------- | ----- | ----- | ------------- | ------------- | ------ | ------ |
| «Рапід»            | 1911/12            | 20        | 9         | -     | -     | -             | -             | 20     | 9      |
| «Рапід»            | 1912/13            | 18        | 15        | -     | -     | -             | -             | 18     | 15     |
| «Рапід»            | 1913/14            | 17        | 13        | -     | -     | -             | -             | 17     | 13     |
| «Рапід»            | 1914/15            | 7         | 7         | -     | -     | -             | -             | 7      | 7      |
| «Рапід»            | 1915/16            | 17        | 24-Б      | -     | -     | -             | -             | 17     | 24     |
| «Рапід»            | 1917/18            | 6         | 3         | -     | -     | -             | -             | 6      | 3      |
| «Рапід»            | 1918/19            | 9         | 8         | 3     | 2     | -             | -             | 12     | 10     |
| «Рапід»            | 1919/20            | 22        | 6         | 5     | 4     | -             | -             | 27     | 10     |
| «Рапід»            | 1920/21            | 24        | 19        | 2     | 2     | -             | -             | 26     | 21     |
| «Рапід»            | 1921/22            | 24        | 20-Б      | 1     | 0     | -             | -             | 25     | 20     |
| «Рапід»            | 1922/23            | 22        | 14        | 4     | 2     | -             | -             | 26     | 16     |
| «Рапід»            | 1923/24            | 19        | 7         | 2     | 5     | -             | -             | 21     | 12     |
| «Рапід»            | 1924/25            | 16        | 6         | 1     | 1     | -             | -             | 17     | 7      |
| «Рапід»            | 1925/26            | 6         | 1         | -     | -     | -             | -             | 6      | 1      |
| «Ваккер»           | 1925/26            | ?         | 5         | ?     | ?     | -             | -             | ?      | 5      |
| «Ваккер»           | 1926/27            | ?         | 4         | ?     | -     | -             | -             | ?      | 4      |
| Всього за «Ваккер» | Всього за «Ваккер» | 33        | 9         | ?     | ?     | 0             | 0             | 33     | 9      |
| «Рапід»            | 1927/28            | 11        | 7         | 1     | 0     | 2             | 0             | 14     | 7      |
| «Рапід»            | 1928/29            | 5         | 4         | -     | -     | 3             | 1             | 8      | 5      |
| «Рапід»            | 1929/30            | -         | -         | -     | -     | 1             | 0             | 1      | 0      |
| Всього за «Рапід»  | Всього за «Рапід»  | 243       | 163       | 19    | 16    | 6             | 1             | 268    | 180    |
| Всього за кар'єру  | Всього за кар'єру  | 276       | 172       | 19    | 16    | 6             | 1             | 301    | 189    |

### Статистика виступів у кубку Мітропи
| №                      | Розіграш               | Стадія                 | Дата та місце проведення | Команда 1              | Рахунок | Команда 2      | Голи |
| ---------------------- | ---------------------- | ---------------------- | ------------------------ | ---------------------- | ------- | -------------- | ---- |
| 1                      | 1927                   | 1/2                    | 2.10.1927 Відень         | Рапід (Відень)         | 2:1     | Славія (Прага) |      |
| 2                      | 1927                   | фінал                  | 30.10.1927 Прага         | Спарта (Прага)         | 6:2     | Рапід (Відень) |      |
| 3                      | 1928                   | 1/4                    | 20.08.1928 Відень        | Рапід (Відень)         | 6:4     | Хунгарія       | 18'  |
| 4                      | 1928                   | 1/4                    | 1.09.1928 Відень         | Рапід (Відень)         | 1:0     | Хунгарія       |      |
| 5                      | 1928                   | фінал                  | 11.11.1928 Будапешт      | Рапід (Відень)         | 5:3     | Ференцварош    |      |
| 6                      | 1929                   | 1/2                    | 26.09.1929 Будапешт      | Уйпешт                 | 3:1     | Рапід (Відень) |      |
| Всього у кубку Мітропи | Всього у кубку Мітропи | Всього у кубку Мітропи | Всього у кубку Мітропи   | Всього у кубку Мітропи | 6       |                | 1    |